# Mykoła Chomycz
Mykoła Charytonowycz Chomycz (ukr. Микола Харитонович Хомич; ur. 12 lipca 1959 w Barakkulu, Kazachska SRR) – ukraiński pisarz, specjalista anestezjologii i intensywnej terapii dziecięcej, filantrop, mecenas kultury ukraińskiej i podróżnik.

## Życiorys
Mykoła Chomycz urodził się w miejscowości Barakkul w Kazachstanie. Ojciec – Charyton Chomycz (1930–2002); matka – Nadija Chomycz (1935–2018). W 1972 r. rodzina wróciła do ojczyzny, do ukraińskiego miasta Nowogród Wołyński. Chłopiec poszedł do 7 klasy miejscowej szkoły nr 1 im. Łesi Ukrainki w dawnym budynku dworu Zawadskich, w którym w latach 1873–1879 mieszkała rodzina Kosaczów (jedna z rodziny – Łesia Ukrainka). Obecnie jest to Liceum nr 1 im. Łesi Ukrainki. W utworze „Wieża Babel” autor wspomina lata szkolne i drogę do samoidentyfikacji.
O wyborze przyszłego zawodu decydował pod wpływem książki Hugona Glasera „Dramatyczna medycyna. Eksperymenty lekarzy na samych sobie”. Po ukończeniu Instytutu Medycznego w Winnicy został pediatrą. W ciągu 10 lat praktyki lekarskiej pracował na oddziale dziecięcym, oddziale zakaźnym oraz na oddziale intensywnej terapii.
W latach 1986–1987 brał udział w likwidacji skutków katastrofy w Czarnobylskiej Elektrowni Jądrowej jako lekarz jednostki wojskowej. Posiada legitymację likwidatora elektrowni atomowej w Czarnobylu kat. II.
Podczas pieriestrojki w ZSRR pracował jako lekarz w Tadżykistanie. Po rozpadzie Związku Radziecki otworzył własną firmę medyczną.
Członek Narodowego Związku Pisarzy Ukrainy (NZPU) od 2016 roku.

## Twórczość
W opowiadaniu „O wszystkim” autor opisuje, jak w 1967 roku obejrzał film „Mgławica Andromedy”. Historia w filmie wydawała mu się niedokończona, więc postanowił ją kontynuować, wykorzystując wiele terminów naukowych, jakie kiedykolwiek słyszał. Mama – pierwszy czytelnik i krytyk – nie doceniła jego naiwnego dzieła, zapytała tylko: czemu nie odrobił zadania domowego?
Powrócił do pisania w dojrzałym wieku, mając duże doświadczenie życiowe i wiedzę. Opublikował 12 książek, niektóre utwory najpierw w języku rosyjskim, później – tłumaczone na język ukraiński.
Utwory M. Chomycza sięgają do tradycji lokalnych, łączą historię ze współczesnością. Dominuje gatunek detektywistyczny (detektyw mistyczny lub historyczny). Jego książki były tłumaczone m.in. na Jego książki były tłumaczone m.in. na azerbejdżański, grecki, białoruski, rumuński. Są m.in. w Bibliotece Kongresu i Patriarchy Konstantynopola Bartłomieja I.
Pierwsza książka pisarza „Noc syrenki”, napisana po rosyjsku (Фоліо, 2011; przekład – Гамазин, 2013) zawiera opowiadania i eseje, składa się z trzech działów: „Noc syrenki” (3 opowiadania), „Myśli w drodze” (4 eseje) oraz „Jak zostałem mężczyzną” (5 opowiadań).
Główny bohater opowiadania „Noc syrenki” szuka swojej ukochanej w innych czasach, w innych wymiarach. 
Powieść „Czas” została wydana w języku rosyjskim, później – w ukraińskim, a także polskim (NARRACJE, 2023, tłumaczenie Sniżany Czerniuk). Opowiada o względności i ograniczeniach czasu, o przewartościowaniu, któremu ulega życie głównego bohatera lekarza, o okresie błysku i przepychu, kiedy Ukraina przechodziła od socjalizmu do kapitalizmu. Powieść dedykowana jest każdemu, kto kochał i kocha.
Pisząc książki, autor czyta dużo literatury specjalistycznej i podróżuje. Aby napisać swoją drugą powieść „Przestrzeń X lub Terytorium kłamstw” (Радуга, 2013, 2016; przekład – Юніверс, 2016), pisarz odwiedził Norwegię i Szwecję.
„Terytorium kłamstw” – to historyczna powieść detektywistyczna o tajemniczym graffiti Soboru Sofijskiego i tysiącletniej tajemnicy tkwiącej w genach potomków Rusi Kijowskiej. Powieść odsłania mało znane wątki ukraińskiej historii. 
Dla napisania „Tajemnicy grobowca”, autor udał się do USA wraz z naukowcami Soboru Sofijskiego, zbadał fakty i dowody zniknięcia ikony Mikołaja Mokrego i relikwii Jarosława I Mądrego. W USA pisarz nie tylko znalazł ślady zaginięcia relikwii, ale także spotkał osobę, która wiedziała, gdzie się znajdują. Książka została wydana w języku rosyjskim i ukraińskim w 2016 roku (Радуга, 2016; przekład – Саміт-Книга, 2016). Miłość, splatając się w zawiły wzór, na zawsze połączy losy Jarosława Mądrego i księżniczki Ingegerdy szwedzkiej, a także ich synów – Izjasława, Światosława, Wsiewołoda – z żonami, odciśnie piętno na losach władców i zwykłych ludzi, a także głównych bohaterów powieści – naszych współczesnych.
Po wydaniu dylogii M. Chomycza „Terytorium kłamstw” i „Tajemnica grobowca” w Ukrainie powstał film dokumentalny o poszukiwaniu ikony Mikołaja Mokrego i relikwii Jarosława Mądrego. Wyjazd ekipy filmowej do USA był częściowo sponsorowany przez M. Chomycza. „Tajemnica grobowca” („Το μυστικό της σαρκοφάγου”) przetłumaczona na język grecki była dwukrotnie nominowana: do Nagrody PUBLIC, Grecja (2020) i Drahoman Prize, Ukraina (2021).
W październiku 2020 r. wraz z kustoszami Soboru Sofijskiego M. Chomycz złożył oficjalną wizytę Patriarsze Ekumenicznemu Bartłomiejowi I w Konstantynopolu i otrzymał błogosławieństwo na powrót w Ukrainę ikony Mikołaja Mokrego i relikwii Jarosława Mądrego. Długotrwały proces zwrotu zabytku na terytorium Ukrainy został ostatecznie uwieńczony sukcesem w kwietniu 2022 roku. Otrzymano pozwolenie na zwrot ikony do Soboru Sofijskiego.
Powieść „Czarny księżyc” (Радуга, 2018; przekład – LA Друге дихання, 2018) jest kontynuacją książki „Noc syrenki”. Zaczyna się dedykacją „mojej żonie, koleżance z klasy i muzie, która nauczyła mnie latać...”. Opowiada o zanikających rzekach Kijowa. Dla autentyczności przekazu w opowieści autor wyruszył jako digger (człowiek zwiedzający sztuczne podziemia) po ścieżkach podziemnych rzek obecnej stolicy. Tak powstała powieść, której główny bohater podróżuje w przestrzeni i czasie, zanurzając się w świat szlachetności i miłości.
Teatralizowana prezentacja książki „Czarny księżyc” odbyła się w Kijowie, w „Teatrze na Podolu” i kontynuowana była na górze Uzdychalnycia z pokazami ognia, występem na szczudłach i postaciami w strojach czarownic, Lucyfera itp.
Książka „W pogoni za Krzyżem Południa” (Радуга, 2021) opowiada o tym, jak ważne jest aby zachować nadzieję, bo wszystko można zmienić, a przynajmniej spróbować. Przypomina o tym, że dobro zawsze powraca: jeśli komuś pomożesz – na pewno dostaniesz coś w zamian, wszystko w naszym świecie jest ze sobą połączone.
„Zamysł Boga” – to pierwsza książka w planowanej trylogii, z której każda część stanowi oddzielną powieść. Niesamowite przeplatanie się losów kilku pokoleń głównych bohaterów powieści – Hołowaczów, Liśnickich i Łoburów – głęboko i prawdziwie oddaje cechy charakterystyczne okresów historii Ukrainy. Autor ujawnia trudne relacje między Ukrainą a Rosją, które rozwijały się od wielu lat i są kluczem do zrozumienia dzisiejszych wydarzeń między dwoma państwami. Powieść powiada o wielu ciekawych szczegółach z życia i codzienności Ukraińców XV-XIX w., tradycjach Kozaków zaporoskich, oddaje atmosferę tamtych czasów, zwięźle i fascynująco odsłania istotę wielu zjawisk historycznych. Autor nie pomija ówczesnych rodzin arystokratycznych – Sanguszków, Potockich, Wiszniewieckich, Lubomirskich, Czartoryskich.

## Nagrody i wyróżnienia
- Międzynarodowa Nagroda Literacka im. Michała Żyzniewskiego „Wojownik światła” (2017)[8].
- Nominowany do Nagrody Literackiej NZPU im. Maksymiliana Kirijenko-Wołoszyna (2018)[9].
- Międzynarodowa Nagroda Literacka „Don Kichot” (2017).
- Nagroda miesięcznika „Raduga” («Радуга»).
- Nagroda w konkursie NZPU na najlepszą książkę roku „Gliniany kot” („Глиняний кіт”); (2017).